# Siana
Siana é uma cidade  no distrito de Bulandshahr, no estado indiano de Uttar Pradesh.

## Demografia
Segundo o censo de 2001, Siana tinha uma população de 39,033 habitantes. Os indivíduos do sexo masculino constituem 53% da população e os do sexo feminino 47%. Siana tem uma taxa de literacia de 53%, inferior à média nacional de 59.5%: a literacia no sexo masculino é de 63% e no sexo feminino é de 43%. Em Siana, 18% da população está abaixo dos 6 anos de idade.